# Даяна Ястремска
Даяна Олександривна Ястремска (на украински: Даяна Олександрівна Ястремська; родена на 15 май 2000 г. в Одеса) е украинска тенисистка; победителка в два турнира на WTA. Финалистка в състезанието за младежи на Уимбълдън 2016 и финалистка на двойки на младежкия турнир на Откритото първенство на Австралия 2016, бивша номер 6 в класацията за девойки.

## Биография
Дебютира в турнир за Големия шлем през януари 2018 г., на Откритото първенство на Австралия. Губи във втория квалификационен кръг.
На Уимбълдън също отпада на втория предварителен кръг.
За Откритото първенство на САЩ нейният рейтинг вече е достатъчен, за да участва директно в основната схема. В първия кръг губи от чехкинята Каролина Мухова с 4:6, 2:6. Това е нейният дебют в основната схема на турнир от Големия шлем.
На 14 октомври 2018 г. Ястремска печели първия си турнир от сериите WTA, Откритото първенство по тенис на Хонконг. Тази победа изкачва Даяна на 66-о място в класацията.
Завършва годината на 60-о място.

### 2019
През януари 2019 г. на Australian Open достига трети кръг, където губи от Серена Уилямс. След този турнир се изкачва в класацията на WTA от 57-о на 47-о място.
Следващият ѝ турнир е Откритото първенство на Тайланд, където и печели втарата си WTA титла. След тази победа се изкачва в класацията с още 13 позиции, от 47-а до 34-та.

## В класацията на WTA
| Година | Индивидуален рейтинг | Рейтинг по двойки |
| 2018   | 60                   | 346               |
| 2017   | 189                  | 229               |
| 2016   | 342                  | 603               |
| 2015   | 1103                 |                   |